# Bagolyfalu
Bagolyfalu település Romániában, Szilágy megyében.

## Fekvése
Szilágy megyében, Zilahtól délnyugatra, Bogdánháza és Perje között fekvő település.

## Története
Bagolyfalu nevét az oklevelek 1481-ben említették először Bagolyháza néven. 1492-ben Bagolháza, 1508-ban Bagolfalwa, 1808-ban Bagolyfalu néven írták.
A falu Valkó várának tartozékai közé tartozott, birtokosa a losonci Bánffy család volt.
1508-ban Bánfi János Bagolyfalva és Alsóbagolyfalva nevű birtokait Báthory Szaniszlófi István kapta meg.
1519-ben losonci Bánfi László itteni birtokát elcserélte fia Miklós más megyebeli birtokáért.
1546-ban losonci (nagyfalusi) Bánfi Gáspár Bagolházát ártánházi Bornemissza Boldizsárnak zálogosította el.
1564-ben II. János király Nagyfalusi losonci Bánfi Farkasnak adta adományként és 1565-ben fel is szólította Kraszna vármegyét, hogy iktassa be őt és örököseit a Rézalja nevű kerületben fekvő Bagolyfalva birtokba, amelyet Paksi Jób és neje, Bánfi Dorottya felségsértés miatt elvesztettek.
1638-ban a birtokon Bánfi Mihály és első neje, Károlyi Eurfozina gyermekei, Zsigmond, György és Borbála, valamint Bánfi Mihály özvegye, Kapi Judit és gyermekei, Dénes és Zsuzsánna osztozkodtak.
1648-ban ifj. Rákóczi György kapta meg.
1753-ban II. Rákóczi György nejének Báthori Zsófiának bagolyfalui részbirtoka a Bánfi család mindkét nembeli ágára szállt, miután a rajta levő terhet kifizették.
1759-bena birtokot Bánfi Ferenc és Boldizsár két egyenlő részre osztotta fel.
1777-ben a kincstár Cserei Farkas udvari tanácsosnak adta a birtokot.
Az 1808-as összeíráskor birtokosai a gróf Bánfi, báró Bánfi, gróf Teleki és Boros családok birtoka volt.
1847-ben 403 görögkatolikus lakosa volt.
A falu Priszlop nevű határrészében savanyú forrás fakadt, melynek vizét gyógyvízként, köszvény ellen is sikerrel használták a 20. század elején.

## Nevezetességek
- Görögkatolikus fatemploma. Anyakönyvet 1824-től vezetnek.